# Björn Holmgren
Pour les articles homonymes, voir Holmgren.
Björn Holmgren est un danseur, chorégraphe et pédagogue suédois né le 9 novembre 1920 à Stockholm et décédé le 17 septembre 2016.
Il a été danseur étoile du Ballet royal suédois de 1946 à 1966 et a figuré dans plusieurs films entre 1943 et 1958.

## Chorégraphie
- 1957 : Med glorian på sned

## Filmographie
- 1943 : En flicka för mej
- 1945 : I Roslagens famn
- 1952 : Eldfågeln
- 1954 : Balettprogram
- 1958 : Jazzgossen